# Cryptops loveridgei
Cryptops loveridgei är en mångfotingart som beskrevs av Lawrence 1953. Cryptops loveridgei ingår i släktet Cryptops och familjen Cryptopidae.
Artens utbredningsområde är Tanzania. Inga underarter finns listade i Catalogue of Life.